# これぞ!Bs魂 〜気になるオリックス・バファローズ〜
これぞ!Bs魂〜気になるオリックス・バファローズ〜（これぞ!ビーズだましい～きになるオリックス・バファローズ～）とは、2010年4月5日から2021年9月20日まで朝日放送ラジオ（ABCラジオ）で毎週月曜日に放送されていたオリックス・バファローズの情報・応援番組。『ABCフレッシュアップベースボールスペシャル』としてプロ野球公式戦を中継する場合を除いて、通年で放送されていた。
2013年3月25日までは、単独番組として毎週月曜日の19:30 - 20:00に生放送。放送週によっては、当時レギュラーで編成されていた「月曜スペシャル」枠（20:00 - 20:30）を組み込んだ「1時間スペシャル」を編成していた。同年4月1日から当該時間帯に『Monday! SPORTS - JAM』（ABCの自社制作によるスポーツ生ワイド番組）が編成されてからは、『これぞ!Bs魂』（これぞ!ビーズだましい）という内包コーナーとして通年放送を続けていたが、2021年9月20日に番組ごと終了した。

## 概要

### 単独番組時代
ABCラジオでは、大阪（藤井寺球場・日本生命球場→大阪ドーム）が本拠地であった大阪近鉄バファローズの応援・ホームゲーム中継番組『近鉄バファローズアワー』を、1975年4月から2004年9月まで放送。神戸（神戸総合運動公園野球場）に本拠を置くオリックス・ブルーウェーブへの吸収合併で近鉄球団が消滅した2005年シーズンからは、「虎バン主義」を旗印に、阪神タイガースを集中的に応援する姿勢へ転じている。
上記の合併によって誕生したオリックス・バファローズ（以下"Bs"と略称）では、神戸・大阪の両方を本拠地に定めながらも、大阪でのホームゲームを年々増加。そこでABCラジオでは、2009年にプロ野球中継で解説を務めた岡田彰布（元阪神一軍監督、オリックス・ブルーウェーブ二軍助監督）がBsの一軍監督へ就任した2010年シーズンから、当番組を放送することになった。同局がBsの情報・応援に特化した番組をレギュラーで編成するのは、前身球団の阪急ブレーブス、オリックス・ブレーブス、オリックス・ブルーウェーブ時代を含めても初めてである。ちなみに、番組タイトルの一部である「気になる」は、同シーズンのBsのキャッチフレーズ｢Watch!～気になるチームへ～｣に由来。球団広報も、当番組の取材・企画へ全面的に協力していた。
当番組では、Bsの試合・イベント情報、Bs選手・関係者へのインタビュー、Bs選手の声によるジングルなどで構成。プロ野球のシーズン中には、直近1週間のBsの試合を振り返っていたほか、ホームゲーム開催時にグラウンドなどで実施されるイベントに出演者が参加した模様も随時放送していた。通常はパシフィック・リーグの公式戦を組まない月曜日の生放送番組であったことから、シーズン中でも現役選手がゲストとしてスタジオに随時登場。その一方で、2011年度のプロ野球シーズンには、初代パーソナリティの田野和彦（出演当時はABCのスポーツアナウンサー）やディレクターがBsのビジターゲームで使用した球場の雰囲気・サービスを伝える「アウェイリポート」を不定期で放送。阪神タイガースのナイトゲームが組まれていない（または当初予定されていた試合が中止になった）月曜日に、ABCラジオで同日開催のオリックス戦を関西ローカル向けに中継できない場合には、当番組の放送中に当該試合の途中経過を随時紹介ししていた。
プロ野球のオフシーズンには、アシスタントの前川美奈がBsの独身選手へのインタビューに挑む「美奈のとっておきツーショット」や、岡田圭右（ますだおかだ、前身球団・阪急からの縁でBsファンを公言）とたむらけんじ（T-岡田などのBs選手と交流）が「Bs特命応援団長」の座を争う企画などを放送。球団関係者・応援団・Bs担当記者をスタジオに招くことや、Bs非公式のキャラクター（後述）がスタジオに乱入することや、シーズンオフに京セラドーム大阪で開催されるBsのファン感謝イベント「ファンフェスタ」のステージ企画で「これぞ!Bs魂　スペシャルトークライブ」というタイトルの公開録音を実施することもあった。
番組開始から3年目に当たる2012年4月2日の放送からは、ラジオでの生放送と同時に、Ustreamからインターネット経由でスタジオの音声と映像を配信。twitterを通じてのメッセージ投稿も可能になった。ABCラジオでは既に『赤星と次郎のオーライオーライ』（不定期の特別番組）や『スポーツにぴたっと。』（ナイターオフ番組）で実施しているが、通年で放送するレギュラー番組としては初めてである。また、『スポーツにぴたっと。』と同じく、ラジオでの生放送終了後もUstream向けに数分間音声と映像を配信していた。
2012年9月24日放送の「1時間スペシャル」では、自社制作によるオリックス対ロッテ戦の中継（QVCマリンフィールド、文化放送からの技術協力）を挿入。スタジオの田野・前川と、中継の出演者（解説:濱中治、ゲスト:岡田圭右、実況:枝松順一）によるクロストークを交えながら放送した。なお、Bs公式戦の生中継をはさむ変則的な構成だったことから、当日のみUstreamでの同時配信を休止。翌日に球団から（監督職の退任を前提に）休養を申し渡された岡田彰布にとっては、当中継でのロッテ戦が、Bsの監督として最後に臨んだ試合になった。
田野は、2012年秋の人事異動でアナウンス職を離れることが内定したため、同年10月29日の放送で当番組のパーソナリティを卒業。同年11月5日からは、当時スポーツ実況の修業中であった後輩アナウンサーの平岩康佑がパーソナリティを引き継いでいた。平岩がラジオ番組でレギュラーパーソナリティを務めるのは、2011年に朝日放送へ入社してから初めてである。

### 『Monday! SPORTS - JAM』の内包コーナー時代
ABCラジオでは2013年4月の番組改編から、自社制作による月曜夜間のスポーツ情報番組（当番組および『ジョッキー・ルーム』『F.C.オフサイドトーク』）の放送枠を、コンプレックス形式によるスポーツ生ワイド番組『Monday! SPORTS - JAM』（以下『JAM』と略記）に再編。同年4月1日からは、タイトルを『これぞ!Bs魂』に改めたうえで、『Monday! SPORTS - JAM』に1コーナー扱いで内包していた。内包当初は独立番組時代と同じく19時台の後半に放送していたが、『JAM』が20:00から放送を開始するようになった2016年度以降は20時台の前半に組み込まれている。
内包後は、『JAM』本編のパーソナリティや「ナビゲーター」（Bs主催試合中継の実況やリポーターも担当するABCのスポーツアナウンサー）が進行。平岩は内包コーナー化を機にいったん卒業したが、2014年10月から2017年9月まで『JAM』のナビゲーターを先輩のアナウンサーと交互に務めていたため、担当週には『これぞ!Bs魂』にも出演していた。
『JAM』では、2016年10月改編から和田ちゃん（女と男）をパーソナリティに起用。2018年1月からは、相方の市川くんもパーソナリティ陣に加わった。2人とも、パーソナリティへの起用を機に、Bs関係者へのインタビューも担当。朝日新聞大阪本社の関西地方向け夕刊スポーツ面へ週に1回のペースで連載されていた『JAM』のコラムでは、2016年10月から和田による取材のエピソードを随時紹介していた。
2017年度以降のパシフィック・リーグ（パ・リーグ）レギュラーシーズン（ナイター編成）中には、Bsが放送前週の公式戦を勝ち越したうえで放送前日（日曜日）の公式戦にも勝利した場合に限って、球団公式応援歌「SKY」のサビを当日の出演者全員が斉唱。この斉唱に続いて本題に入ることが「名物」と化していた。
ちなみに、Bsは2021年のパ・リーグレギュラーシーズン中盤から首位戦線に食い込んでいた。しかし、ABCではクライマックスシリーズと日本シリーズを相次いで控える11月を待たずに、レギュラーシーズン終盤の9月20日で『JAM』の放送を終了。単独番組時代から11年半にわたって放送されてきた『Bs魂』も、この日で最終回を迎えた。『JAM』の終了に際しては、女と男や最終ナビゲーター（北條と後輩アナウンサーの福井治人・佐藤修平）が、オリックスのリーグ優勝が決まった場合に特別番組で再び集結することを予告していた。

### 番組終了後の動き
『JAM』の終了から約1ヶ月後の2021年10月27日（水曜日）に、Bsによる（オリックスブルーウェーブ時代の1996年以来）25年振りのパ・リーグ優勝が確定した。ABCラジオでは、上記の予告どおりに『優勝おめでとう!60分まるまるオリックス・バファローズ!!』という特別番組を急遽収録したうえで、同年11月1日（月曜日）の20:00 - 21:00に放送。収録には、前述した最終レギュラー陣に加えて、たむらや藤原丈一郎（なにわ男子）を「オリックスファンの著名人代表」としてスタジオに迎えた。さらに、優勝決定の直後に京セラドーム大阪内の朝日放送グループ（ラジオ・テレビ共通）の特設ブースで収録した和田ちゃんからオリックス主力選手（山本由伸・宮城大弥・伏見寅威・T-岡田・平野佳寿）や能見篤史投手兼任コーチ（前年まで投手として阪神に在籍）へのインタビュー音源を流したほか、体調不良によって優勝決定の瞬間をドーム内で迎えられなかった正遊撃手の紅林弘太郎がスタジオ収録にリモート方式で参加。オリックスがクライマックスシリーズへの突破を経て日本シリーズも25年振りに制覇した場合に、特別番組を改めて放送することも予告されたが、実際には日本シリーズを第6戦（オリックスの2勝4敗）で終えたため直後の放送は行われず、代替として同年12月27日（月曜日）の20:00 - 21:00に年末特別番組として『オリックス・バファローズ、夢をありがとう!』が編成された。
オリックスは翌2022年にも2年連続のリーグ優勝を決めたため、『JAM』の事実上の後番組である『R→933 LP.』を差し替える形で、10月10日（月曜日）の20:00 - 20:45に『オリックス・バファローズ 今年こそ日本一だSP!』が編成された。また、日本一を決めた後の12月27日（火曜日）には、本来『ラジオで虎バン』を放送する18:00 - 19:00の枠にて『オリックス・バファローズ 年末スペシャル!』が編成された。

## レギュラー出演者

### 単独番組時代にのみ出演
- 田野和彦（出演期間中はABCアナウンサー、2010年4月5日 -　2012年10月29日）
  - 田野が取材や全国高等学校野球選手権大会中継の実況などでスタジオに出演できない場合には、同僚のスポーツアナウンサー（伊藤史隆や岩本計介）がパーソナリティ代理を務めた。

### 単独番組時代にも『Monday! SPORTS - JAM』への内包期間にも出演
- 前川美奈（2010年4月5日 - 2013年11月25日）
  - Bs主催イベントやキャンプの取材リポートやBs選手へのインタビューも担当。『Monday! SPORTS - JAM』では、福原歩（単独番組時代の『F.C.オフサイドトーク』最終アシスタント）と共に全編のパーソナリティを務めていたが、降板後はBs関連の取材などを福原が一手に担っていた。
- 平岩康佑（出演期間中はABCアナウンサー、2012年11月5日 -　2013年3月25日、2014年10月 - 2017年9月25日）
  - 前述したように、2014年10月から『Monday! SPORTS - JAM』のナビゲーターを週替わりで務めるようになったことを機に、担当週のみ出演を再開。
- 岡田圭右（ますだおかだ）
  - 少年時代に阪急ブレーブスのファンだった縁でBsを応援[9]。単独番組時代の初期には、苗字が同じT-岡田にちなんで「K-岡田」と名乗っていた。『Monday! SPORTS - JAM』への内包当初も、「Bs魂名誉オーナー」という肩書で定期的に出演。

### 『Monday! SPORTS - JAM』 への内包後から出演
以下はいずれも、本編のパーソナリティとして出演。
- 福原歩（2013年4月1日 - 2014年12月29日）
- 瀧山あかね（2015年1月5日 - 2016年9月19日）
- 和田ちゃん（女と男、2016年9月26日 - 2021年9月20日）
- 市川くん（女と男、2018年1月1日 - 2021年9月20日）

以下はいずれもABCのスポーツアナウンサーで、『Monday! SPORTS - JAM』のナビゲーターとして、交互に1名ずつ出演。
- 山下剛（独立番組時代の『ジョッキー・ルーム』最終パーソナリティ）
  - 2013年4月1日から2016年9月まで本編へ出演した後に、『ジョッキー・ルーム』の担当に専念。
- 高野純一（独立番組時代の『F.C.オフサイドトーク』最終パーソナリティ。2013年4月1日 - 2015年3月23日）
- 北條瑛祐（2015年3月30日 - 2021年9月20日）
- 福井治人（2017年10月2日 - 2021年9月20日）
- 小西陸斗（2020年1月6日 - 2020年9月21日）
- 佐藤修平（2020年10月12日 - 2021年9月20日）

## 単独番組時代のゲスト

### オリックス・バファローズ選手
2011年5月以降はプロ野球シーズン限定で、リスナーからの投票による「月間MVP」を番組独自で選定。その結果を受けて、前川が月間MVP選手へのインタビューを実施した模様を、月に1回のペースで放送していた。また、2012年のプロ野球シーズンには、6月25日から月1回のペースで番組の後半に二軍情報コーナー「モーモーファーム」を編成。（放送時点で）二軍に属する選手・コーチのインタビュー音源を流している。
下記の選手は、原則として出演時点でBsに所属。

○：スタジオゲストとして出演

●：電話ゲストとして登場

☆：月間MVPとしてインタビューに登場

★：「モーモーファーム」のインタビューに登場

投手
- 平野佳寿○
- 西勇輝○☆
- 小松聖○
- 東野峻○
- 比嘉幹貴○
- 岸田護●
- 海田智行
- 山田修義
- 小林雅英（現役を引退した2011年末からコーチとして数回出演）
- 寺原隼人☆（2013年に福岡ソフトバンクホークスへ移籍）
- 高宮和也○（2013年に阪神タイガースへ移籍）
- 木佐貫洋●（2013年に北海道日本ハムファイターズへ移籍）

捕手
- 横山徹也○
- 庄司龍二★

内野手
- 北川博敏○（現役引退後の2012年末からはコーチとして出演。2015年から球団職員兼解説者として出演）
- 大引啓次○（2013年に北海道日本ハムファイターズへ移籍）
- 後藤光尊○（2013年1月14日放送の「1時間スペシャル」でラジオ番組に初出演）
- アーロム・バルディリス☆
- 髙橋信二
- 小島脩平
- 縞田拓弥★
- 安達了一★

外野手
- T-岡田○
- 坂口智隆○
- 川端崇義○
- 駿太●
- 竹原直隆☆
- 田口壮●（2011年限りで退団→2012年に現役を引退）
- 森山周●（2012限りで退団→2013年に東北楽天ゴールデンイーグルスへ入団）

番組内のジングルには、上記の選手による声と、ホームゲームにおける各自の登場曲の一節を使用。金子千尋・伊藤光など、当番組への出演経験がない選手のバージョンを流すこともある。2011年度には、下山真二（当時外野手、2012年からコーチ）のジングルを放送したこともあった。

### その他の主なスタジオゲスト
- 井上公造（芸能レポーター、当番組最初のスタジオゲスト、『サンケイスポーツ』で野球担当記者の経験あり）
- Bs Dreams（Bs公式チアチーム）
- 中尾明慶（俳優、ブルーウェーブ時代からのオリックスファン）
- 堀江良信（BsスタジアムDJ、フリーアナウンサー）
- たむらけんじ（芸人、かねてからT-岡田などの選手と交流中）
- スペル・デルフィン（プロレスラー、大阪プロレス創始者）
- のあのわ（バンド、楽曲「もぐらは鳥になる」が2011年度以降に大引のバッティングテーマに使われた縁で、ボーカルのYukkoとギターのゴウのみ出演）
- 神谷明（声優、2012年7月29日の対北海道日本ハムファイターズ戦にゲストで登場した縁で出演）
- 和田益典（私設応援団・大阪紅牛會会長（当時））、後藤正樹（私設応援団・神戸蒼誠会会長）

以下はBsおよび前身球団（阪急軍→阪急ベアーズ→阪急ブレーブス→オリックス・ブレーブス→オリックス・ブルーウェーブ、近鉄パールス→近鉄バファロー→近鉄バファローズ→大阪近鉄バファローズ）のOBで、出演時点では朝日放送・スカイAの野球解説者。
- 福本豊（阪急ブレーブス元外野手、オリックス・ブレーブス～ブルーウェーブ元コーチ）[10]
- 有田修三（近鉄バファローズ元捕手・コーチ）[11]
- 濱中治（Bs元外野手、同じ和歌山県出身の前川が初めてファンになった野球選手）[12]

以下はBsの前身球団のOB。
- 羽田耕一（Bs職員、近鉄バファローズ元内野手・コーチ）
- 吉川勝成（大阪近鉄バファローズ→Bs元投手、2011年9月の出演当時は焼肉店を経営）
- 加藤秀司（英司）（阪急ブレーブス・近鉄バファローズ元内野手、サンテレビ他野球解説者、 サーパス元監督・コーチ）[13]

以下はいずれも、Bsの非公式マスコットとして出演。
- 超特大ゴーヤ（2010年度、田野の知らぬ間に生放送ジャックを敢行した経験あり）
- 八カセ（2011年度）

## 特別番組
2011年1月3日（月曜日）の14:00 - 15:00には、坂口（愛称「ぐっち」）と横山（愛称「ゴンゾウ」）をメインパーソナリティに迎えて、当番組の年始番外編『ぐっち・ゴンゾウの「きばっていこうぜ!!」』を放送。同年2月21日と12月5日のレギュラー放送でも、坂口・横山に大引（愛称「ビッキー」、いずれも1984年生まれ）を加えた特別編「ぐっち・ゴンゾウ・ビッキーのキバッていこうぜ!!」を1時間スペシャルで流した。2012年にも、バファローズ春季キャンプ期間中の2月13日に、当番組のレギュラー放送枠で第4弾を放送している。ただし、大引は木佐貫・赤田将吾（外野手）とともに、2013年1月から北海道日本ハムファイターズへ移籍。横山も同年のシーズン終了後にバファローズから戦力外通告を受けたため、事実上4回で放送を終了した。
なお、2015年、2016年には「マンスポ」とは別の枠で、同番組MCとオリックスの選手、ゲストタレントによる新春スペシャルが放送されている。出演者・内容については当該項を参照。

## プロデュース企画
2011年12月以降の「ぐっち・ゴンゾウ・ビッキーのキバッていこうぜ!!」では、「キバッて商品開発部」と称して、2012年シーズンに京セラドームで販売予定の女性向け弁当のプロデュース。「ぐっち・ゴンゾウ・ビッキーのキバッて弁当」として、4月6日以降のBsホームゲーム開催日に、ドーム内の売店で販売されていた。